# Álmos herceg
Álmos herceg (Székesfehérvár, 1075 körül – Bizánc, 1127. szeptember 1.) magyar királyi herceg. I. Géza király és Loozi Zsófia királyné fia, II. Béla király apja. 1084 és 1095 között szlavón, 1091 és 1095 között horvát herceg, 1095 és 1108 között Nyitra hercege.

## Élete

### Fiatalkora
Apja halála, 1077 után nagybátyja, Szent László udvarában nevelkedett. 1091-ben már részt vett László horvátországi hadjáratában, s ő lett Horvátország hercege. 1095-ben azonban kénytelen volt elhagyni az országot, a horvát trónt utána Svačić Péter foglalta el.

### Konfliktusa Kálmánnal
Nagybátyja eredetileg őt szánta a következő magyar királynak, de az 1095-ös halála után kitört trónharcban mégis Álmos bátyja, Kálmán szerezte meg a koronát, s ő lett a király. Álmosnak a dukátus jutott.
Álmos haddal vonult Kálmán ellen 1098-ban, de Várkonynál kibékültek egymással, miután a főurak megtagadták az egymás elleni harcot.
Kálmán 1105-ben ifjabb királlyá koronáztatta fiát, Istvánt. Ezzel újra kiváltotta Álmos haragját. 1105–1106 fordulóján a német-római császárhoz fordult, de nem kapott segítséget, ezért Lengyelországba ment. Sógora, III. Boleszláv lengyel fejedelem megtámadta Magyarországot, de miután a harcban alul maradt, békét kötött Kálmánnal. Bár Álmos elfoglalta Abaújvárt, egyedül nem tudta megtartani, ezért behódolt bátyjának.
1107-ben jeruzsálemi zarándokútra ment, ezalatt Kálmán elvette tőle a dukátust. 1107–1108 fordulóján Álmos az általa alapított dömösi prépostság felszentelésekor állítólag merényletet kísérelt meg Kálmán ellen.
Kálmán őrizet alatt tartotta öccsét, aki ez elől Passauba menekült, és ismét segítséget kért V. Henrik német-római császártól. A császári hadak szeptemberben Szvatopluk cseh fejedelemmel megtámadták Magyarországot. Miután Pozsonyt több hónapos ostrommal sem tudták bevenni, Henrik kibékült Kálmánnal.
1115 táján újabb összeesküvése vallott kudarcot. Kálmán ekkor Álmost, fiát (a későbbi II. Béla magyar királyt) és legfőbb híveiket megvakíttatta. Ezután a dömösi prépostságban éltek száműzetésben.

### II. István uralkodása alatt
Álmos 1125 körül ismét összeesküvést szőtt, ekkor már II. István ellen, de ekkor sem járt sikerrel. Ekkor Bizáncba menekült, ahol szívesen fogadták és felvette a Konsztantinosz nevet. Ez volt az egyik fő oka az 1127–1129-es magyar–bizánci háborúnak, melyben a magyarok döntő csapásokat mértek a császári erőkre.

### Halála és utóélete
1127-ben halt meg Bizáncban. Először Bizáncban temették el, majd Béla király 1137-ben hazahozatta apja földi maradványait és a székesfehérvári királyi bazilikában újratemettette.
II. Istvánnak nem volt örököse, így Álmos fia, Béla herceg került a trónra, így az őt követő Árpád-házi királyok mind Álmos leszármazottai voltak.

## Családja
1104. augusztus 21-én vette feleségül Predszláva hercegnőt, II. Szvjatopolk kijevi nagyfejedelem lányát, akitől három gyermeke született:
- Adelhaid, I. Szobeszláv cseh fejedelem felesége lett;
- Béla, későbbi magyar király;
- Hedvig, ő Ausztriába került.

## Galéria

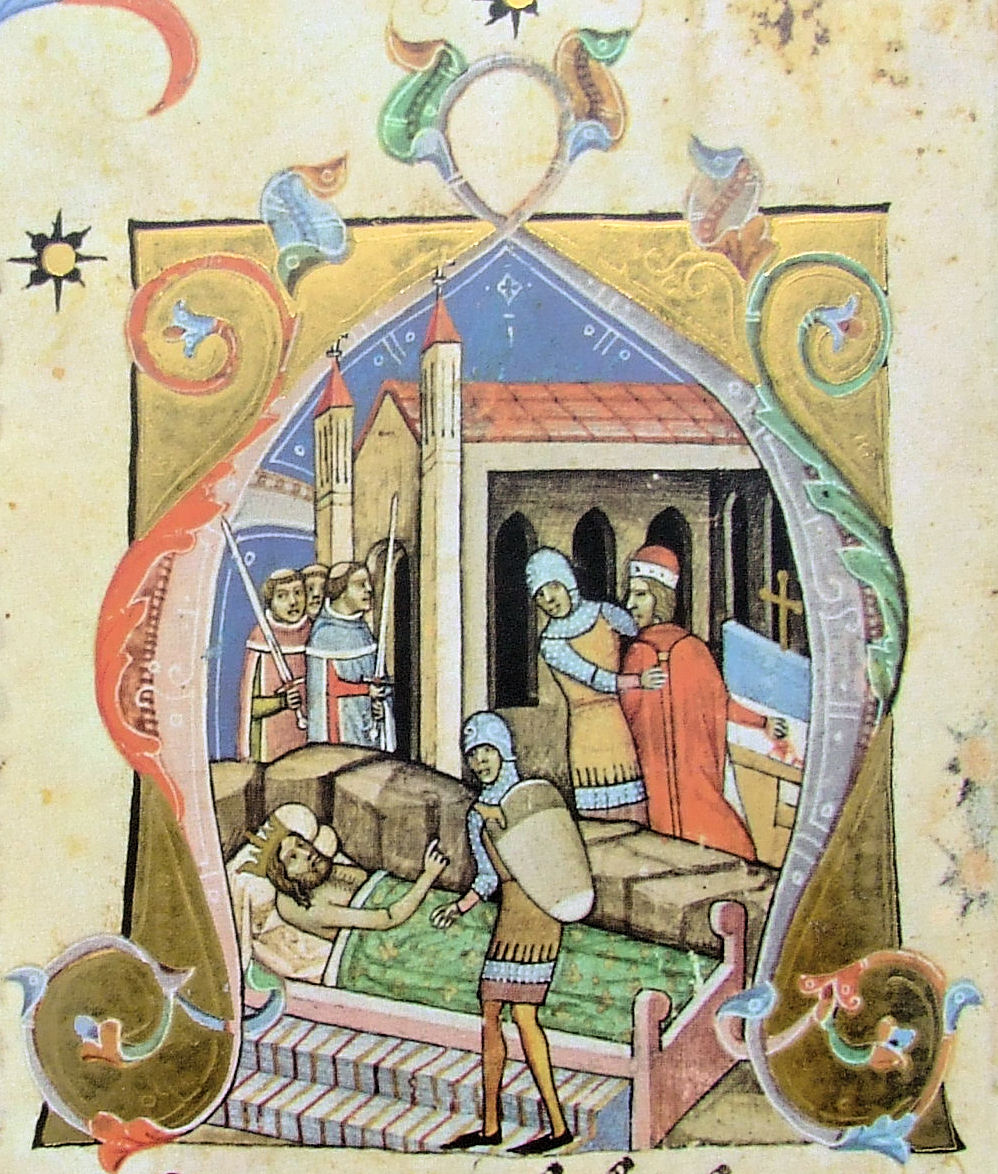
Álmos elfogása Dömösön (Képes krónika)
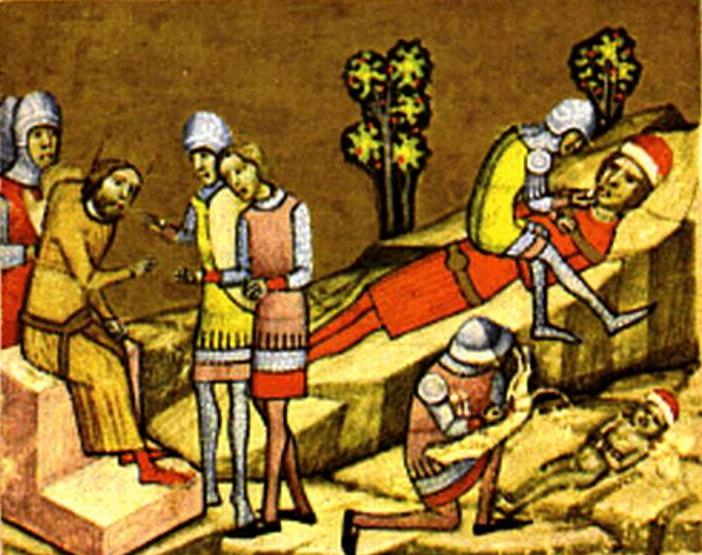
Álmos és fia megvakítása (Képes krónika)